# Ołeh Bachmatiuk
Ołeh Romanowycz Bachmatiuk, ukr. Олег Романович Бахматюк (ur. 14 sierpnia 1974 w Iwano-Frankowsku) – ukraiński polityk i biznesmen, z wykształcenia menadżer, inżynier fizyk, właściciel firmy UkrLandFarming.

## Życiorys
W 1996 roku ukończył studia w Instytucie Ekonomiki i Prawa w Czerniowcach i otrzymał specjalność "Zarządzanie w sektorze produkcyjnym". W 2005 roku ukończył studia w Narodowym Technicznym Uniwersytecie Nafty i Gazu w Iwano-Frankowsku, otrzymując dyplom specjalisty zarządzania i inżyniera fizyka.
W latach 1996-2001 pracował jako asystent administratora, kierownik, zastępca kierownika dostaw surowców, kierownik działu handlowego firmy KHD - przedstawiciela międzynarodowego holdingu Itera w Iwano-Frankowsku.
W 2001 roku założył "Podkarpacką Korporację Finansową".
Od 2002 r. zastępca Iwano-Frankowskiej Rady Miejskiej, członek frakcji "odrodzenia gospodarczego", członek komisji Rady Miejskiej ds. planowania finansowego, cen i budżetu.
W latach 2002-2004 partner biznesowy Ihor Jeremiejewa w branży agrobiznesu, ropy i gazu na terenie obwodu iwanofrankowskiego.
Założone przez niego w 2003 "Stanisławskie Przedsiębiorstwo Handlowe" w krótkim czasie staje się właścicielem największej sieci sklepów spożywczych w obwodzie iwanofrankowskim (pod marką "Faworyt"). Sieć supermarketów "Faworyt" została w 2010 roku sprzedana firmie "Pacco-Holding". W 2004 r. założył Bank "Finansowa Inicjatywa". W 2005 r. prywatyzował Pałac Potockich w Iwano-Frankowsku, gdzie wcześniej znajdował się wojskowy szpital Ministerstwa Obrony.
W 2005 r. został powołany na stanowisko Szefa eksperckiej oceny inwestycji i korporacji finansowej Naftohaz Ukrainy.
W 2006 roku został powołany na stanowisko Zastępcy Prezesa Zarządu Naftohaz Ukrainy, gdzie pracował do stycznia 2007 r.
W 2006 roku wykupił pakiet kontrolny regionalnych przedsiębiorstw gazowych "Iwano-Frankiwskhaz", "Lwiwhaz", "Zakarpathaz", "Czerniwcihaz" i "Wołyńhaz", które potem sprzedał strukturom biznesowym Dmytra Firtasza.
Od 2007 przewodniczył w Radzie Nadzorczej Agroholdingu "Awangard".
29 kwietnia 2010 Ukraiński Agroholdingu "Awangard" (SPV- firma Avangardco Investments Public Limited) podczas pierwszej oferty publicznej na giełdzie w Londynie wniósł 216 mln dolarów za 20% kapitału zakładowego.
Właściciel firmy UkrLandFarming, jednej z największej firm, które wynajmują ziemie rolnicze i zajmują się produkcją zboża i bydła.
W marcu 2011 r. amerykański magazyn Forbes ocenił bogactwo Ołeha Bachmatiuka w wysokości 1 mld USD. (7 miejsce wśród ukraińskich miliarderów, 1140 na świecie).
Żonaty. Wychowuje trzy córki i syna.